# Station Maiden Newton
Maiden Newton is een spoorwegstation van National Rail in Maiden Newton, West Dorset in Engeland. Het station is eigendom van Network Rail en wordt beheerd door Great Western Railway. 